# 바빌로니아
바빌로니아(아카드어: 𒆍𒀭𒊏𒆠, Babylonia)는 메소포타미아 남쪽의 고대 왕국으로, 이전 시대의 수메르 지방과 아카드 지방을 아우르며, 티그리스강과 유프라테스강 사이 메소포타미아 남동쪽의 지명이다. '바빌로니아'라는 이름은 수도였던 바빌론(Babylon)에서 유래하였다. 한글 서는 바빌론, 바벨론 등으로 음역하고 있다. 바빌론은 기원전 23세기경 아카드 제국의 사르곤(Sargon) 왕의 지배에 대한 점토판에서 처음으로 언급된다.
바빌로니아는 수메르인과 아카드인들로 구성된 제국이었다. 경작이 쉽고, 상업적, 전략적으로 중요한 지형이어서 이민족의 침입을 많이 받았는데 이로 인해 메소포타미아 지역 국가들 중에서 정복활동을 가장 적극적으로 하였다.

## 역사

### 구분
바빌로니아의 역사는 고바빌로니아와 카사이트(Kassite)왕조 그리고 신바빌로니아(Chaldean Era, 칼데아 기)로 분류된다.

### 고바빌로니아
기원전 20세기, 우르 제3 왕조에 의한 수메르의 부흥 직후에, 유프라테스강 서쪽(오늘날의 이란지역)으로부터 셈어족의 아모리인이 메소포타미아 지역으로 이주하였다.
이후 약 100년간은 메소포타미아 지방은 분열된 상태였고, 이신(Isin)이 가장 강력한 도시였으나, 아모리인의 도시인 바빌론을 중심으로 주변 국가들을 정복하기 시작하면서 바빌로니아 제국을 이루게 된다. 바빌로니아 제국이 형성된 기원전 1895년부터 기원전 1595년까지 약 300년간을 고대 바빌로니아로 분류한다.
바빌로니아인들은 시리아와 가나안 등지의 여러 서부 도시들과 정기적인 무역을 하였고, 바빌로니아에도 무역을 위한 아모리인의 이주지가 건설되었다.
도시 바빌론은 여섯 번째 통치자였던 함무라비왕 때에 메소포타미아 지역의 패권을 장악하였다. 그는 유능한 지도자로서, 법전을 편찬하여 지역을 안정적으로 통치하였다.
바빌로니아인들은 왕을 신 마르둑(Marduk)의 대행자로 믿었고, 바빌론은 "신성한 도시"로서, 모든 왕은 그곳에서 왕권을 인정받아야 한다고 믿었다.
왕권을 강화하기 위해 관료 제도와, 세금 제도, 중앙 정부 체제가 갖추어졌다.
바빌로니아가 일어난 뒤로 대대적인 문예 부흥이 일어났다. 이 첫 번째 바빌론 왕조의 가장 큰 업적은
법전의 편찬이다. 엘람인을 추방하고 왕국이 정착한 뒤 함무라비의 지시로 만들어진 이 법전은 함무라비 법전(Code of Hammurabi)으로 불린다. 함무라비 법전의 사본이 수사(Susa)에서 1901년에 발견되었으며 현재는 루브르에 소장되어 있다.
바빌로니아의 잘 훈련된 군대는 기원전 18세기에 이신, 엘람, 우루크 등의 도시국가와 강력한 마리 왕국을 무너뜨렸다. 바빌론의 지배는 지중해까지 미쳤다.

### 카사이트 왕조
고대 바빌로니아의 14번째 왕은 샘수-다이타나(Samsu-Ditana)였다.
기원전 1595년에, 히타이트왕 무르실리 1세(Mursili I)에 의해 고대 바빌로니아가 멸망하면서, 카사이트 왕조가 건국된다. 카사이트 왕조는 바빌론의 이름을 "카르-두니아쉬"(Kar-Duniash)로 바꾸고, 기원전 1019년까지 576년간 지배했다.
카사이트 왕조의 지배는 비슷한 시기 힉소스인이 이집트를 지배한 것과 완전히 동일하며, 이러한 이유로 카사이트 왕조가 힉소스인이라는 추측도 있다. 카사이트의 이러한 지배 하에서 바빌로니아는 서부 아시아 지역에 대한 패권을 완전히 상실한다. 이는 신 바빌로니아가 형성되는 시기인 기원전 612년까지 약 900년동안 패권을 다시 회복하지 못했다. 이때 아슈르의 고위 성직자들은 스스로를 아시리아의 왕으로 옹립하면서 바빌로니아는 완전히 해체되었다.
기원전 16세기를 기점으로 신성한 왕권을 부여받은 솀족 왕들은 메소포타미아 지방에서 완전히 사라졌고, 카사이트 군주들에게는 신의 지위가 주어지지 않게 된다. 그러나 바빌론은 여전히 제국의 수도였으며 서아시아의 신성한 도시로서 기능을 잃지 않았고, 성직자들은 강력한 권력을 유지하였다.

### 신바빌로니아 제국
아시리아가 지배권을 유지하고 있는 동안에도, 바빌로니아는 특권적인 지위를 누렸고, 계속해서 영향력을 확대하여 나갔다. 아시리아는 때로는 더 많은 특권을 부여하고, 때로는 군사적으로 제압하면서 지배력을 유지하였으나, 바빌로니아인에 대한 차별은 지속되었다. 결국 기원전 627년, 아시리아의 마지막 통치자인 아슈르바니팔(Ashurbanipal)이 죽고 다음 해에 바빌로니아의 칼데아인 나보폴라사르(Nabopolassar)가 아시리아의 폭정에 대항해서 반란을 일으킨다.
기원전 612년에 메디아(Medes)인과 함께, 니네베를 파괴하여 아시리아 제국을 멸망시키면서 제국의 패권은 바빌로니아로 돌아온다.
나보폴라사르(Nabopolassar)의 뒤를 이은 네부카드네자르 2세는 기원전 585년에 페니키아를 정복하는 등, 다시 한 번 바빌론을 문명의 중심으로 만들었다.

그의 연대기는 기원전 567년 이집트 공략 등 일부만이 발견되었다.
바빌로니아의 마지막 왕, 나보니두스(Nabu-na'id)와, 키로스(Cyrus)에 의한 바빌로니아 정복에 대해서는 많은 사료가 존재한다. 이것은 주로 나보니두스의 연대기를 기록한 석판과, 하란의 달의 신전 복원에 관련된 석판, 키루스의 선전포고 등이다.

기원전 549년, 나보니두스 6년에 아케메네스 왕조의 안샨의 왕이라고 불리었던 엘람의 키루스는 그의 영주이자 만다의 왕이었던 메데스의 아스티아게스에게 반기를 들었다.
아스티아게스의 군대는 왕을 배신하였고, 키루스가 엑바타나(Ecbatana)에서 왕을 자처하면서 메데스의 왕국은 종말을 맞이하게 된다.
3년 뒤 키루스는 페르시아의 왕이 되고, 메소포타미아 북부로 원정한다. 이 때, 나보니두스는 그의 왕국의 국경 남쪽 근처의 사막에 진을 치고, 그의 아들 벨샤자르(Belshazzar 또는 Belsharutsur)에게 군권을 맡겼다.
기원전 539년 키루스 2세는 바빌로니아를 공력한다. 전쟁은 오피스(Optis)에서 6월에 시작되었고, 바빌로니아는 곧 패하고, 뒤어서 시파라(Sippara)가 항복한다.
나보니두스는 바빌론으로 도망쳤으나, 고브리야스(Gobryas)에 계속해서 쫓기어 시파라(Sippara)가 항복한 지 이틀 뒤에, "키루스의 병사들이 싸우지 않고 바빌론으로 입성"하게 된다. 나보니두스는 은신처에서 나와 왕위를 유지하였다.
키루스는 10월(Marchesvan) 3일까지 도착하지 않았고, 고브리야스(Gobryas)가 그를 대신하다가, 바빌론의 총독이 되었다. 며칠 뒤 나보니두스의 아들이 죽었을 때 6일 동안의 장례식이 치러졌고 키루스의 아들인 캄비세스 2세(Cambyses II)가 무덤까지 그를 따랐다.
키루스의 바빌로니아 공격은 의심할 여지 없이 내부의 분열과 유대인과 같이 억류되었던 외부 세력에 의해 쉽게 이루어졌다. 키루스가 처음으로 한 일은, 이들이 본국으로 돌아갈 수 있도록 하였다. 이러한 조치는 그의 선언문을 통해 명문화되었는데, 거기서 그는 바빌로니아 왕으로서 권위를 인정받기 원했다.
키루스가 죽기 1년 전인 기원전 529년, 그는 그의 아들 캄비세스 2세(Cambyses)에게 왕위를 넘겼다.
이후 다리우스 1세(Darius Hystaspis)가 페르시아 왕권을 장악하고, 페르시아를 조로아스터의 대리인으로 다스리게 될 때까지, 바빌론은 서아시아의 지배자로서 권위를 인정받게 된다. 다리우스는 정복자로서 바빌론에 입성하였다.
다리우스가 죽은 뒤, 바빌로니아는 니딘타-벨 왕 (네부카드네자르 3세) 때에 잠시 동안 독립을 회복했다가(기원전 521년 10월 ~ 520년 8월) 페르시아에 공격으로 다시 점령된다.
기원전 514년경 바빌론의 아라카(Arakha)가 다시 봉기하지만, 이때 방벽 일부가 파괴된다. 벨의 거대 사원인 에-사길라는 계속해서 보수되면서 바빌로니아의 상징으로 유지되지만, 마침내 바빌로니아의 새 수도 셀레우키아가 건설되면서 많은 인구들이 이동하게 되고, 바빌론 성은 석재로 이용되기 위해 손상되고 말았다.

## 지도
| 모술바그다드테헤란유프라테스강티그리스강니푸르기르수라가시마라드우루크우바이드우르에리두키시수사안샨마리아카드이신라르사바빌론아수르니네베님루드두르샤루킨class=notpageimage\| 메소포타미아의 고대 도시들 : 수메르의 도시 : 엘람의 도시 : 아카드 제국의 도시 : 아모리인의 도시 : 바빌로니아의 도시 : 아시리아의 도시 : 현대의 이라크 · 이란의 도시 |

## 같이 보기
- 바빌로니아 달력